# Jacopo Sadoleto
Jacopo Sadoleto (Mòdena, 12 de juliol de 1477 – Roma, 18 d'octubre de 1547) fou un cardenal, escriptor, poeta, pedagog, diplomàtic i humanista italià.

## Biografia
Va néixer en una família de juristes. Vers 1488 la família es traslladà a Ferrara, on el seu pare havia estat nomenat professor dret civil a la universitat. Però abandonà la tradició familiar per orientar-se a l'estudi dels clàssics i a la filosofia aristotèlica. Després de 1498 es va traslladar a Roma, on va aprofundir els seus estudis i assolí una notable reputació a l'Acadèmia Romana. Compon els poemes neollatins Curtius i De Laocoontis statue. Treballà amb el cardenal Oliviero Carafa. El 1503 va esdevenir canonge de San Lorenzo in Damaso. Travà amistat amb Raffaello Sanzio, Gian Pietro Carafa i Pietro Bembo. Aconseguí fama pels seus treballs literaris. Raffaello el faria figurar al "Parnàs" pintat entre poetes antics i contemporanis a les estances papals de Juli II.

### Secretari personal de Lleó X i Climent VII.
El papa Lleó X (1513-1521) incorporà Pietro Bembo i Jacopo Sadoleto a la Cúria i els nomenà els seus secretaris.
Durant aquest pontificat els seus treballs i l'impuls del ciceronisme de Sadoleto són elogiats per Erasme de Rotterdam (amb qui mantingué una extensa correspondència) i Christophe de Longueil. Són anys en què, al costat de les tasques de govern, no deixà la vida acadèmica. Tampoc la relació i intercanvi amb notables intel·lectuals com Ludovico Ariosto o Nicolau Maquiavel. Participà activament en el V Concili del Laterà. El 1517 fou investit com a bisbe de Carpentras a la Provença. En l'arribada d'Adrià VI a la Santa Seu (1522 - 1523), Sadoleto abandonà la Cúria pontifícia i s'incorporà com a bisbe resident a la seva diòcesi provençal. Però poc temps després, el nou papa Climent VII el reclamà a Roma com a secretari seu. Funció que va exercir fins al 1527. Durant aquests anys romans, marcats per situacions socials i polítiques greus i complexes, Sodoleto aprofundí en la teologia i en l'espiritualitat. Ingressà en la Compagnia della Carità. El 1525 publicava la Interpretatio in psalmum Miserere mei Deus.

### Bisbe resident de Carpentra, a la Provença. (1527-1536)
El seu desgrat amb el clima social i la inseguretat de la vida romana el decidí a allunyar-se de Roma i reintegrar-se a la seva diòcesi de Carpentras el 1527. Fet que li va evitar patir el Sacco de Roma del maig d'aquell any per part de les tropes de Carles V. Es dedicà a exercir la tasca pastoral fomentant millores socials i escoles. També escrigué en aquest període les seves obres més notables.

### Entre Carpentras i Roma. La reforma de l'Església i la necessitat d'un concili. (1536-1547)
Al cap de nou anys fou de nou cridat a Roma pel papa Pau III (1534-1549). Qui li demanà formar part de la comissió encarregada de la reforma de l'Església. La qual redactà l'informe Consilium de emendanda Ecclesia que esdevingué el referent per a la reforma interna de l'Església i que havia de sustentar el treball d'un concili a realitzar a Màntua. El qual no es dugué a terme per l'oposició dels prínceps protestants i del mateix duc de Màntua. De fet, el concili no es reuní fins a 1545 a Trento. Quan es va acabar aquest treball, Sadoleto volia tornar a la seva diòcesi, però el papa el va retenir prop seu i el creà cardenal el desembre de 1536, conjuntament amb el seu amic Gian Pietro Carafa. Es dedicà a defensar la reforma de l'Església. Treballà per renovar-la en profunditat i per acabar amb la corrupció del clergat. Aquestes posicions les sintetitzà i defensà a la seva obra De christiana Ecclesia.
També esmerçà esforços per la reunificació dels protestants. En aquest sentit, mirà d'establir diàleg amb sectors i personalitats més disposades en aquesta orientació com Melanchthon. Posicionament que despertà recels a la mateixa Cúria romana. Així i tot, el diàleg iniciat amb el protestantisme trobà pocs interlocutors i, tanmateix, li reportà oposicions entre un ambli sector del catolicisme. El 1539 amb altres bisbes propers oferí, infructuosament, a la ciutat de Ginebra reintegrar-se al catolicisme. D'aquests afers han restat unes interessants i significatives cartes entre Sadoleto i Calví.
El 1542 intervingué diplomàticament per aconseguir una llarga treva en les guerres entre l'emperador Carles V i el rei de França Francesc I. Després, Sadoleto va tornar a Carpentras, però retornà a Roma, el 1543, reclamat pel papa per participar en la preparació del Concili de Trento. Marcat pel fracàs de les converses de Ratisbona (1542), la preparació del Concili i la difusió de les idees herètiques a Itàlia, el cardenal evolucionà vers posicions menys conciliadores com mostra el seu alegat De justitia nobis inhaerente de 1541. Des del seu profund cristianisme no dubtà en auxiliar als refugiats valdesos a la seva diòcesi, després de les matances i tortures de què foren objecte per l'exèrcit de Francesc I a les muntanyes de la Provença el 1544.
El març de 1545, fou de nou cridat pel papa a Roma com a conseller. Allà va morir dos anys més tard, el 18 d'octubre de 1547.

## La necessitat de renovació de l'Església
Jacopo Sadoleto fou un actiu membre de la comissió nomenada pel Pau III per emprendre la reforma de l'Església i que presidí el cardenal Gasparo Contarini. La qual elaborà l'informe Consilium de emendanda Ecclesia. La correspondència conservada de Sadoleto mostra com tenia formada una minuciosa i encertada anàlisi sobre la greu situació. Veient com l'Església institucional havia pervertit bona part del missatge cristià. Fent que el Cos Místic es trobés greument malalt i que l'objectiu de la reforma havia de ser restaurar-li el seu estat pristí.
L'informe presentat per la comissió al pontífex assenyalà com a origen del problema l'exagerat papalisme dels canonistes, la concentració de càrrecs personals que provocava l'absentisme pastoral de bisbes i rectors o abats. La irresponsable concessió de les ordes sagrades i de beneficis. També la falta de moralitat de la vida de la ciutat de Roma entre altres causes. Però, tot plegat presentava contradiccions i limitacions per analitzar els abusos i les ferides que causaven aquests fets per les resistències existents. De les quals era un bon exemple que bona part dels membres de la comissió gaudia de beneficis creats per aquells mals usos. El sector més conservador del cardenalat s'oposà frontalment al contingut i a les propostes del document.

## De liberis recte instituendis
Dins el corrent humanista s'estengué la idea que una bona cultura i l'assoliment d'un bon govern en el sentit més ampli eren fets estretament lligats. En conseqüència destacats humanistes redactaren tractats per a la reforma dels studia humanitatis adreçats a les minories socials dirigents. Unes de les més destacades aportacions les realitzaren Joan Lluís Vives i Jacopo Sadoleto, aquest darrer publicant De liberis recte instituendis.
El tractat, escrit en llatí ciceronià, recull els diàlegs entre el mateix autor i Pau el seu nebot i secretari. El llibre assolí un notable èxit. Redactat en la tranquil·litat de la seva diòcesi provençal, aportà una de les més sòlides propostes de l'educació del Renaixement. Remarca la responsabilitat educativa dels pares pel que fa a la religió i la moral. La força educativa de l'exemple en l'àmbit de l'educació familiar. Reclama llibertat per al nen en els seus jocs. Destaca que l'aprenentatge ha de fer-se despertant l'interès i la curiositat en els infants. També creu necessari aprendre la llengua materna abans que el llatí.

## Les cartes entre Sadoleto i Calví
En el mes de març de 1539, Sadaloto feia arribar a la ciutat de Ginebra, que havia abraçat el protestantisme, una extensa Epistola ad senatum populumque Genevensem on oferia a la ciutat integrar-se de nou a l'Església Catòlica. Els dirigents ginebrins, tot i que havien expulsat a Calví, decidiren encomanar-li la resposta.
Els textos de les cartes de Sadoleto i Joan Calví són un interessant aplec, respectivament, dels arguments que es sustentaven des de l'Esglèsia Catòlica en favor de la unitat i els fonaments que portaren a separar-se del papat als protestants. Calví envià al docte bisbe de Carpentras una resposta en la línia de la seva Institutio Religionis christianae publicada a Ginebra el 1535.

## Obres. Selecció.

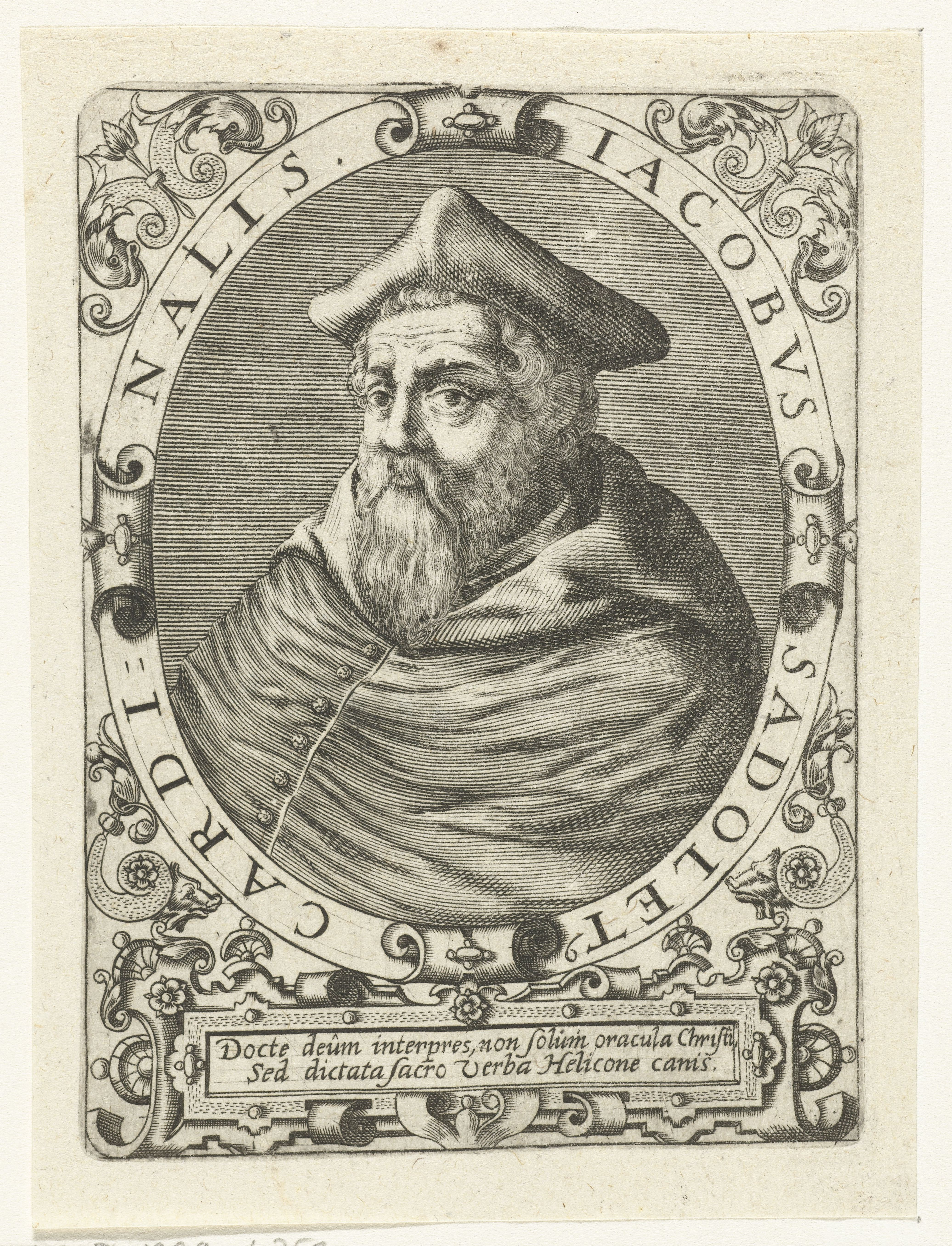
Retrat del cardenal Sadoleto en un gravat conservat al Rijksmuseum d'Amsterdam.

- De liberis recte instituendis (1533)
- In Pauli epistolam ad romanos commentariorum libri tres (1535)
- Epistola ad senatum populumque Genevensem (1539)
- De justitia nobis inhaerente (1541)
- Opera quae extant omnia, 4 volums (1737-1738)